# Taklep
Taklep (auch: High Island, Hohe Insel, Tagelib Island, Takareppu-tō, Takleb, Tak-lïb, Taklib Island) ist ein Motu des Arno-Atolls der pazifischen Inselrepublik Marshallinseln.

## Geographie
Taklep liegt im Norden des Arno-Atolls, östlich der Taklep Passage, sowie der Insel Enedrik. Die Insel bildet einen weiteren nach Süden gerichteten Eckpunkt des Atolls. Sie bildet eine Doppelinsel mit dem östlich benachbarten East Taklep (Tagelib East, Takareppuiisuto-tō, Takareppu Isoto To, Takareppullsuto-To, Taklebej, Tak-lïb-ej; ⊙). Sie gilt als hohe Insel und erreicht eine Höhe von ca. 16 m. Nach Osten zieht sich der schmale Riffsaum ohne weitere Motu bis zur Ostspitze bei Ijoen.